# John Loughlin

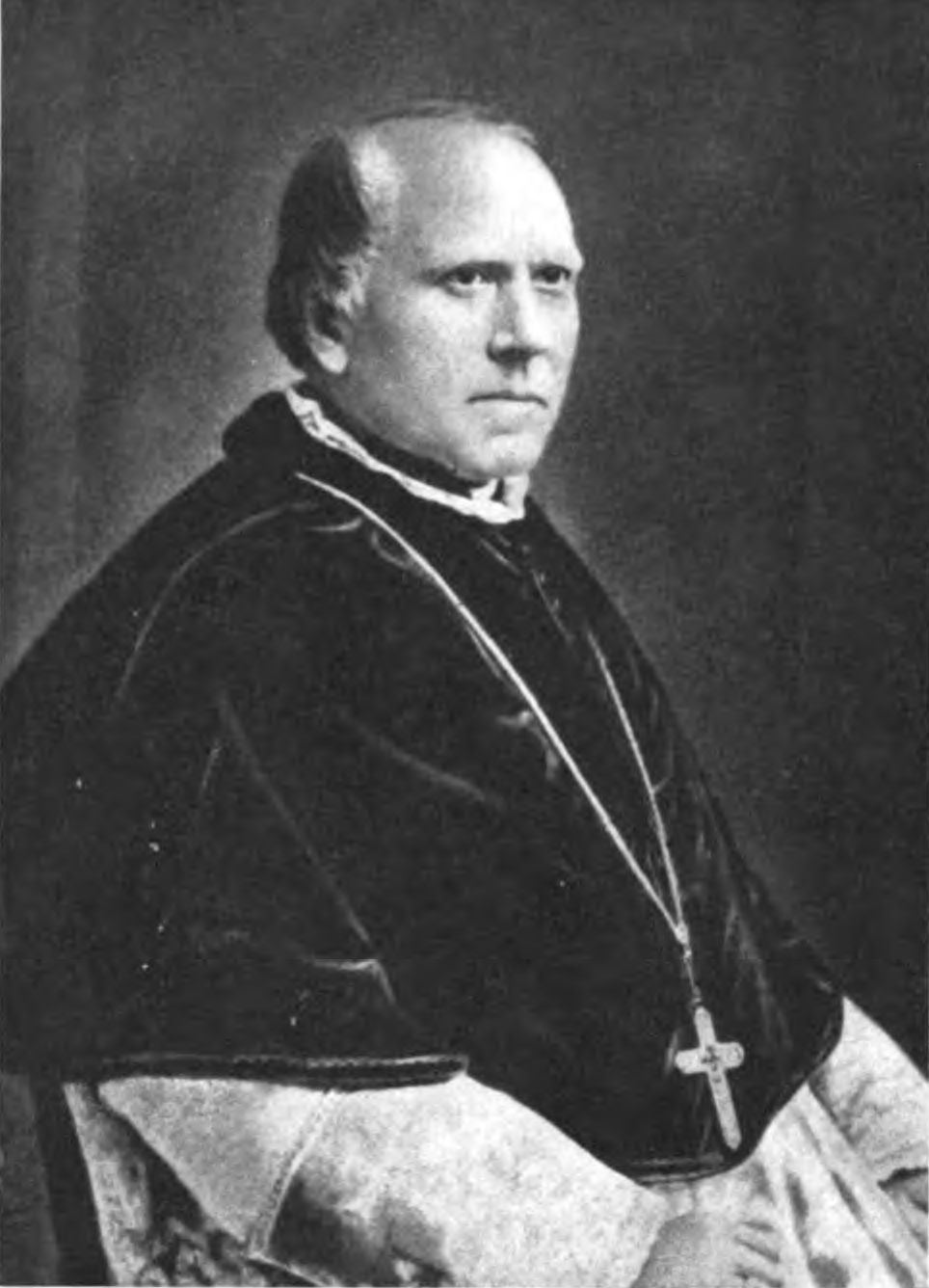

John Loughlin (* 20. Dezember 1817 in Drumboniff, County Down, Irland; † 29. Dezember 1891 in Brooklyn, New York City, New York, Vereinigte Staaten) war ein irischstämmiger, US-amerikanischer römisch-katholischer Geistlicher.
Loughlin war ein Sohn von John und Mary Loughlin. Als er sechs Jahre alt war, wanderte er mit seinen Eltern in die USA aus. Mit 14 Jahren besuchte er das College Chambly in Québec. Nach drei Jahren schrieb er sich in das Mount St. Mary’s Seminary in Emmitsburg ein.
John Joseph Hughes, Koadjutorbischof von New York, weihte Loughlin am 18. Oktober 1840 in St. Patrick’s Old Cathedral zum Priester für das Bistum New York. 1850 wurde er Generalvikar des im selben Jahr zum Erzbistum erhobenen Bistums New York. Papst Pius IX. ernannte ihn am 29. Juli 1853 zum ersten Bischof des am selben Tag gegründeten Bistums Brooklyn. Gaetano Bedini, Apostolischer Nuntius in den USA, weihte ihn am 30. Oktober 1853 in der St. Patrick’s Cathedral in New York City zum Bischof. Mitkonsekratoren waren John McCloskey, Bischof von Albany, und Louis Amadeus Rappe, Bischof von Cleveland.
Er war Konzilsvater des Ersten Vatikanischen Konzils. In seiner Amtszeit von 38 Jahren wuchs die Anzahl der Katholiken in seinem Bistum von 15.000 auf 400.000. Er wurde zuerst in der Krypta der Prokathedrale St. James bestattet. Später wurde sein Leichnam in die Bischofsgruft des Immaculate Conception Pastoral Center in Douglaston überführt. 
Er ist Namensgeber der Bishop Loughlin Memorial High School in Fort Greene (Brooklyn), einer konfessionellen Privatschule in Trägerschaft der Brüder der christlichen Schulen. 